# لمبرت وان هاون

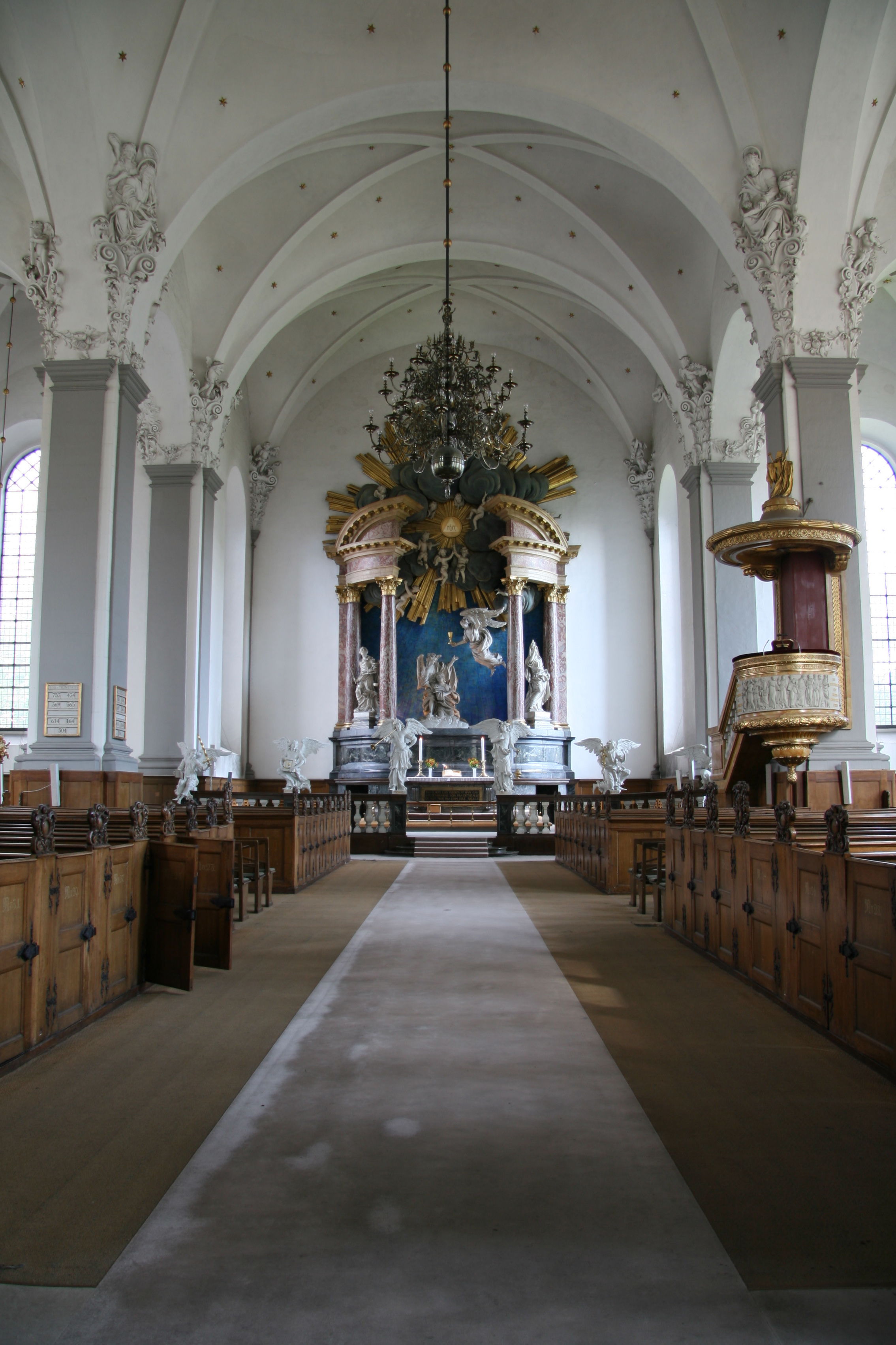
Church of Our Saviour, کپنهاگ

 لمبرت وان هاون (انگلیسی: Lambert van Haven؛ ۱۶ آوریل ۱۶۳۰ در برگن – ۹ مهٔ ۱۶۹۵) یک معمار و نقاش اهل دانمارک بود.